# Camponotus rubidus
Camponotus rubidus é uma espécie de inseto do gênero Camponotus, pertencente à família Formicidae.